# 王子云 (南梁)
王子云，南朝梁武帝时文人，出自太原王氏。
王子云与江夏费昶，并为闾里才子。被徐勉所赏识，推举他和何思澄、顾协、刘杳、钟屿等五人撰写《华林遍略》，后来担任给事中。王子云曾经撰写《自吊文》，文辞甚美。